# 蠻牛 (飲料)
蠻牛是台灣保力達公司推出的無酒精機能性飲料，1996年上市，在台灣以及港澳地區販售，因電視廣告爆紅而熱銷。廣告詞「你累了嗎」一度成為台灣流行語之一，「蠻牛先生」廖嘉琛與「蠻牛太太」蔡湘宜為此系列廣告的始祖演員。

## 相似產品
- 大正製藥力保美达
- 葡萄王生技康貝特
- 真口味食品白馬馬力夯